# یوگنی گریشین
یِوگِنی گریشین (به روسی: Евгений Гришин) ورزشکار مرد رشتهٔ اسکیت سرعتی اهل کشور اتحاد جماهیر شوروی است. وی در بین سال‌های ‎۱۹۵۶ تا ۱۹۶۴ میلادی در مسابقات بازی‌های المپیک زمستانی در مجموع ۵ مدال، شامل ۴ مدال طلا و ۱ نقره را کسب کرد.